# إن فيريم

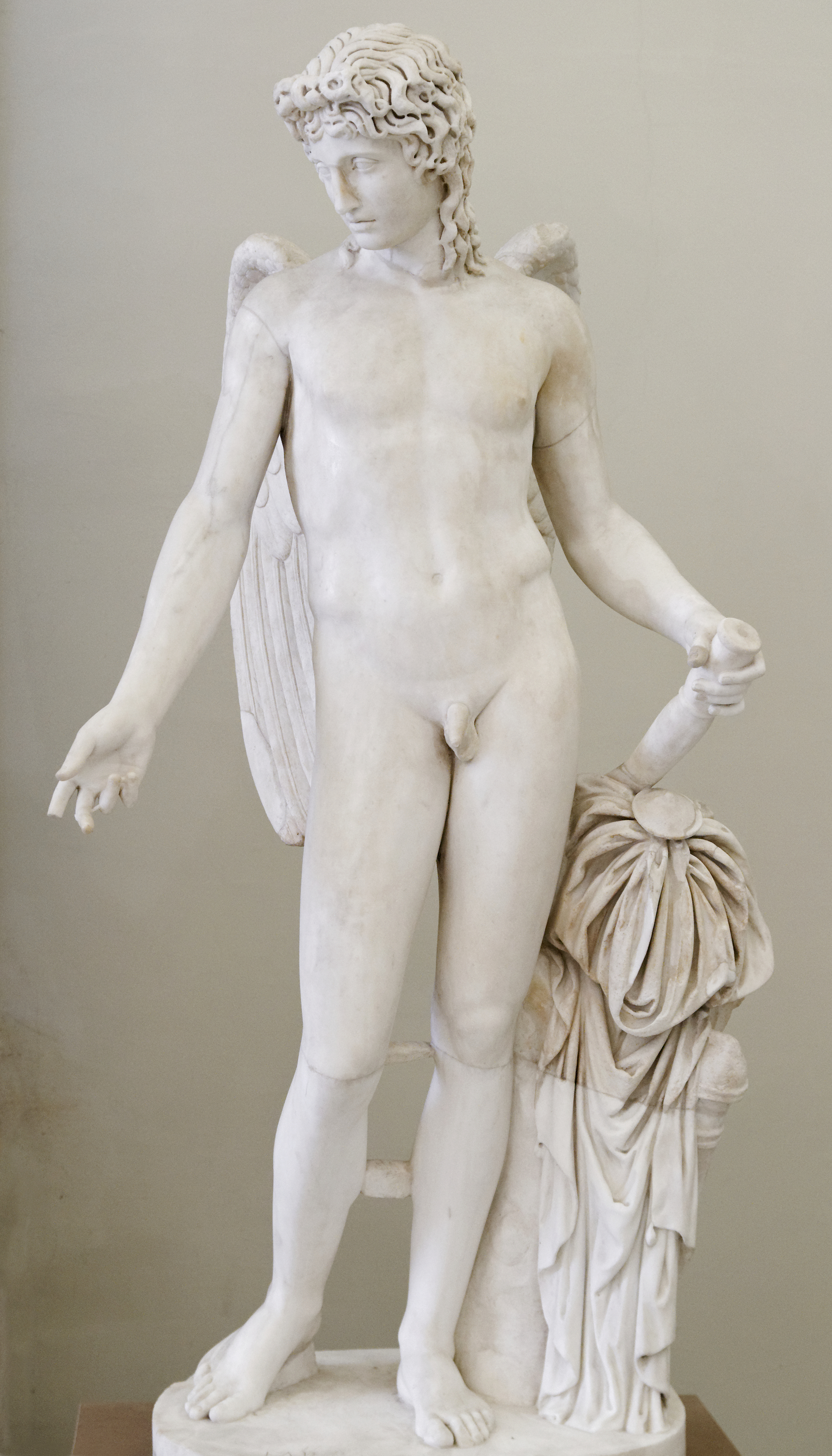

إن فيريم (باللاتينية: In Verrem) هي عبارة عن سلسلة من الخطب التي ألقاها شيشرون في 70 قبل الميلاد، خلال محاكمة فساد غايوس فيريس الحاكم السابق لجزيرة صقلية. هذه الخطب التي تزامنت مع انتخاب شيشرون إلى منصب روماني وضعته أمام الرأي العام.